# Берио, Лучано
Луча́но Бе́рио (итал. Luciano Berio; 24 октября 1925, Империя — 27 мая 2003, Рим) — итальянский композитор.

## Биография
Родился в семье музыкантов. Первые уроки фортепиано получал у отца и деда, которые были органистами. Во время второй мировой войны ушёл на фронт, где был ранен в руку в первый же день. После войны учился в Миланской консерватории у Джулио Чезаре Парибени, Джорджо Федерико Гедини и Карло Марии Джулини (дирижирование). Ранение руки беспокоило его во время игры на фортепиано, и он всё больше времени посвящал композиции. В 1947 году было издано первое его произведение — сюита для фортепиано. В это время Берио зарабатывал себе на хлеб, аккомпанируя в вокальных классах консерватории, где и познакомился со своей первой женой — американской сопрано Кэти Берберян.
В 1951 году уехал в США, где учился в Тэнглвудском музыкальном центре у Луиджи Даллапикколы, который пробудил его интерес к додекафонии. С 1954 по 1959 годы посещал курсы новой музыки в Дармштадте, где познакомился с Пьером Булезом, Карлхайнцем Штокхаузеном, Дьёрдем Лигети и другими ведущими композиторами авангарда. Заинтересовавшись электронной музыкой, основал в 1955 году экспериментальную «Студию музыкальной фонологии» — итал. Studio di Fonologia Musicale. В студию приглашались известные композиторы, в частности Джон Кейдж. Также начал издавать журнал об электронной музыке итал. Incontri Musicali. В 1966 году выиграл итальянский приз за произведение Laborintus II. В 1968 году с большим триумфом состоялось первое исполнение «Симфонии»— впоследствии ставшей наиболее известным произведением композитора. Она написана для восьми голосов и оркестра к 125-летнему юбилею Нью-Йоркского филармонического оркестра и посвящена Леонарду Бернстайну. Премьера была осуществлена Нью-Йоркским филармоническим оркестром и The Swingle Singers под управлением самого автора. В 1965—1972 годах был профессором композиции и основателем ансамбля Новой музыки в Джульярдской школе музыки в Нью-Йорке.
В 1972 году снова вернулся в Италию. С 1974 по 1980 годы был директором отделения электроакустической музыки в IRCAM в Париже. В 1987 году основал во Флоренции итал. Tempo Reale — центр, похожий на IRCAM. С 1994 по 2000 год был почётным композитором в Гарвардском университете (англ. «distinguished composer in residence»).
Лучано Берио скончался в 2003 году в больнице в Риме. Он был атеистом.

## Творчество
Для творчества Берио характерны авангардные поиски новой акустической среды и музыкальной текстуры, использование серийной техники, электронной музыки. "Магнификат" для двух сопрано, смешанного хора, двух фортепиано, восьми деревянных духовых и ударника впервые привлек внимание общественности к 25-летнему композитору. Уже в инструментовке "Магнификата" обнаружилось пристрастие Берио к звуковым экспериментам.
Берио соединял инструментальные звучания с электронными шумами и звуками человеческой речи, например в пьесе итал. "Thema - Omaggio a Joyce" (1958) для голоса и магнитофона. В этом произведении, как и в других своих работах, Берио вступал в диалог с современной литературой.
Стремление объединить в новой звучащей форме разнообразные сферы искусства и природы приводило к тому, что Берио вновь и вновь обращался к цитатам самого разнообразного музыкального материала. Так, в своей "Симфонии" (1968) для восьми голосов и оркестра он цитирует в третьей части скерцо из до-минорной симфонии Густава Малера. Однако Берио с другими современными ему композиторами 60-х годов объединяла не только эта техника коллажа, но и склонность к сценической музыке и экспериментальному театру. Уже его произведение "Круги", законченное в 1960 году, демонстрирует сценическую концепцию, построенную на жестах и движении певицы по сцене.

## Сочинения
- Тема (Omaggio a Joyce), 1958
- Секвенция I, 1958
- Круги (Circles), 1960
- Лицо (Visage), 1961
- Народные песни, 1964
- Laborintus II
- Пути II, 1967
- O King, 1968
- Симфония, 1968
- A-Ronne, 1975
- Corale, 1981
- Король слушает (Un Re in ascolto; Вена, 1984)
- Ofanìm, 1988 (вторая редакция 2000)
- Секвенция XI для акустической гитары, 1988
- Утис (Outis; авторское обозначение жанра — azione musicale) (Милан, 1996)
- Ekphrasis' (Continuo II) 1996
- Chemins VII "Récit(su Sequenza IXb) для альт-саксофона с оркестром (1996)
- Alternatim per clarinetto, viola e orchestra (1996–97)
- Glosse для струнного квартета (1997)
- Korót для 8 виолончелей (1998)
- Cronaca del Luogo, 1999
- SOLO (1999)
- Секвенция XIV для виолончели, 2002
- Altra voce per flauto contralto, mezzosoprano e live electronics (1999)
- Стансы, 2003
- Семь испанских народных песен Мануэля де Фальи (оркестровая версия вокального цикла испанского композитора), 1978[4]
- другие секвенции (для всех инструментов оркестра)